# (8569) Mameli
(8569) Mameli (1996 TG) – planetoida z pasa głównego asteroid okrążająca Słońce w ciągu 3,33 lat w średniej odległości 2,23 au. Odkryta 1 października 1996 roku.